# Хайнувка
Хайнувка, Гайновка (пол. Hajnówka [xai̯ˈnufka], бел. Гайнаўка [ˈɣajnau̯ka]) — город в Польше, входит в Подляское воеводство, Хайнувский повят. Имеет статус городской гмины. Занимает площадь 21,29 км². Население — 22 091 человек (на декабрь 2011).
Город расположен на Бельской равнине, на западной оконечности Беловежской Пущи. Благодаря своему местоположению Хайнувку называют «ворота в Беловежскую Пущу».

## История
Хайнувка известна со времён существования Речи Посполитой. После третьего раздела Речи Посполитой поселение входило в состав Пруссии, а затем вошло в состав Российской империи. В некоторых российских дореволюционных источниках описывается как Гайновщизна.

На рубеже XIX—XX веков через Хайнувку прошла железная дорога, что положительно сказалось на росте города. После немецкой оккупации в 1915 году началась эксплуатация находившейся рядом с городом Беловежской пущи, которая была продолжена и после окончания Первой мировой войны и вхождения Хайнувки в состав независимой Польши. В межвоенное время Хайнувка стала крупным центром деревообработки и химической промышленности.

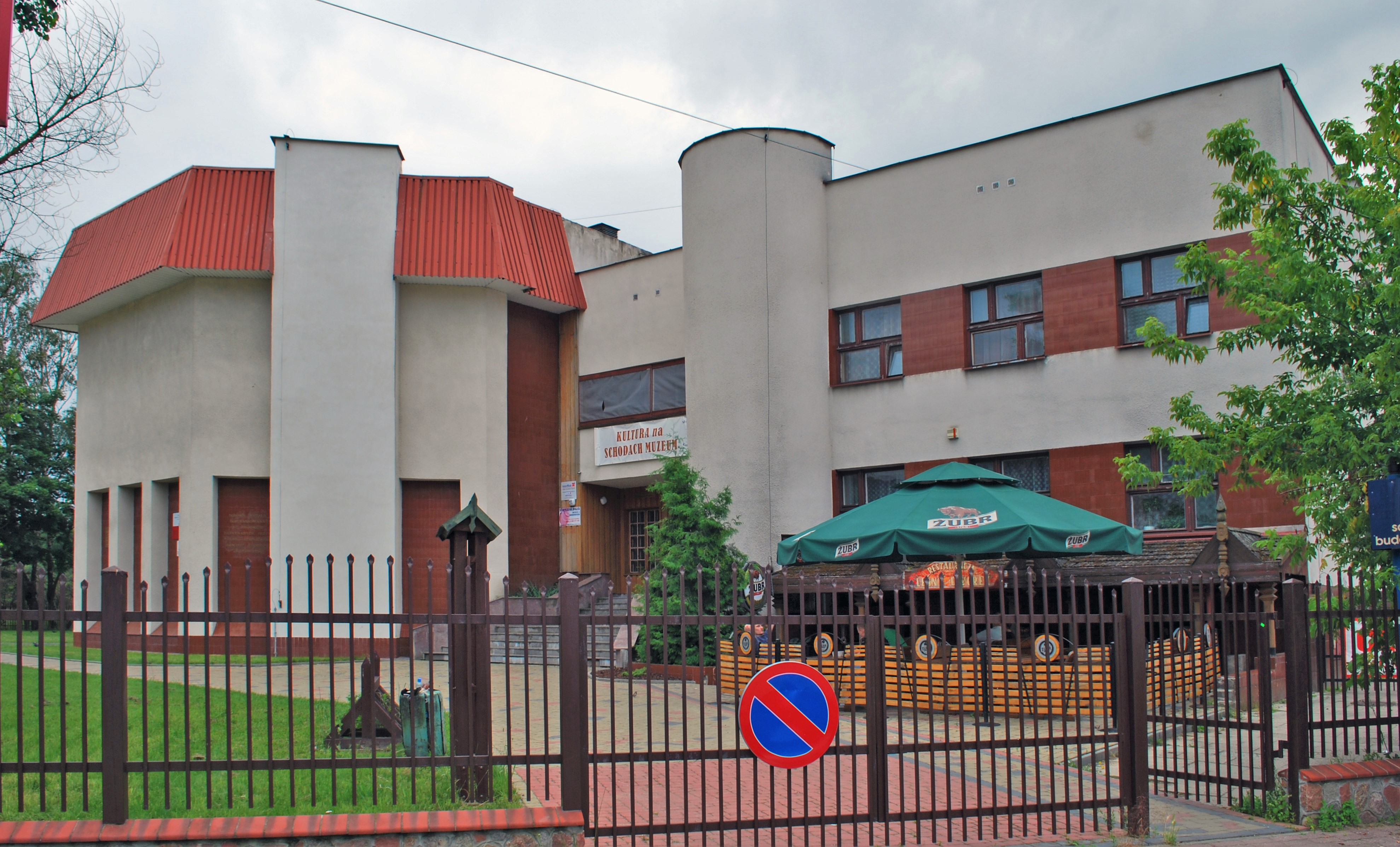
Музей белорусской культуры

17 сентября 1939 года в ходе Второй мировой войны, Хайнувка была оккупирована войсками нацистской Германии. После нескольких дней оккупации Германия, в рамках пакта Молотова — Риббентропа, добровольно передала оккупированные территории Советскому Союзу, который включил Хайнувку в состав Брестской области БССР. Город был центром Гайновского района. После присоединения Западной Белоруссии к БССР, в период с октября 1939 г. по июнь 1941 года, из Хайнувки были принудительно депортированы в Сибирь 462 жителя. После начала Великой Отечественной войны 25 июня 1941 года войска Германии оккупировали Гайнувку. Немецкая оккупация длилась до 18 июля 1944 года. За период немецкой оккупации были разрушены синагога, кинотеатр Люкс, гостиница и ресторан Гурского, а также железнодорожный вокзал и водонапорная башня. Также оккупантами были расстреляны 104 жителя Хайнувки (в том числе женщины и дети), а жители, причисленные нацистами к еврейской национальности, были депортированы в концлагерь Пружаны. После отступления немецких войск население Хайнувки насчитывало всего около 8 тыс. жителей, в сравнении с довоенной численностью в 17 тыс. человек. В 1951 году Хайнувка получила статус города, а в 1954 приобретает статус повята (районного центра, в 1975—1999 г.г. была лишена данного статуса).
В 1956 году был создан Гайновский поветовый отдел БГКТ

## География

### Климат
Климат города влажный континентальный (Dfb) с теплым летом (июнь-август) и холодной зимой (декабрь-февраль). Самый длинный световой день в июне-июле (около 16,5 часов), самый короткий — в декабре-январе (8 часов). Среднегодовое количество осадков — 575 мм, бо́льшая часть из которых выпадает летом.
| Показатель                    | Янв. | Фев. | Март | Апр. | Май  | Июнь | Июль | Авг. | Сен. | Окт. | Нояб. | Дек. | Год  |
| ----------------------------- | ---- | ---- | ---- | ---- | ---- | ---- | ---- | ---- | ---- | ---- | ----- | ---- | ---- |
| Средний суточный максимум, °C | −1,9 | −0,7 | 4,2  | 12,2 | 18,6 | 22   | 23,2 | 22,5 | 17,6 | 11,6 | 4,6   | 0,3  | 11,2 |
| Средняя температура, °C       | −4,8 | −3,9 | 0,4  | 7,2  | 12,9 | 16,4 | 17,7 | 17   | 12,7 | 7,7  | 2,3   | −2,1 | 7,0  |
| Средний суточный минимум, °C  | −7,6 | −7,1 | −3,4 | 2,3  | 7,3  | 10,8 | 12,2 | 11,5 | 7,9  | 3,8  | 0     | −4,5 | 2,8  |
| Норма осадков, мм             | 33   | 29   | 31   | 38   | 54   | 70   | 77   | 66   | 52   | 42   | 42    | 41   | 575  |
| Источник: Climate-data.org    |      |      |      |      |      |      |      |      |      |      |       |      |      |

## Образование и культура
В городе действует несколько школ, профессиональное училище и филиал Белостокского политехнического института. В городе функционируют Хайнувский дом культуры, музей и центр белорусской культуры, музей-кузня, крытый спортивный комплекс и бассейн.
Ежегодно в городе проводится международный фестиваль церковной музыки и польский рок-фестиваль Rokowisko.

## Религия
70 % жителей Хайнувки — православные (Польская православная церковь), 25 % — католики. В городе существуют три православных, три католических и несколько протестантских храмов.
- Троицкий собор[3]

## Достопримечательности

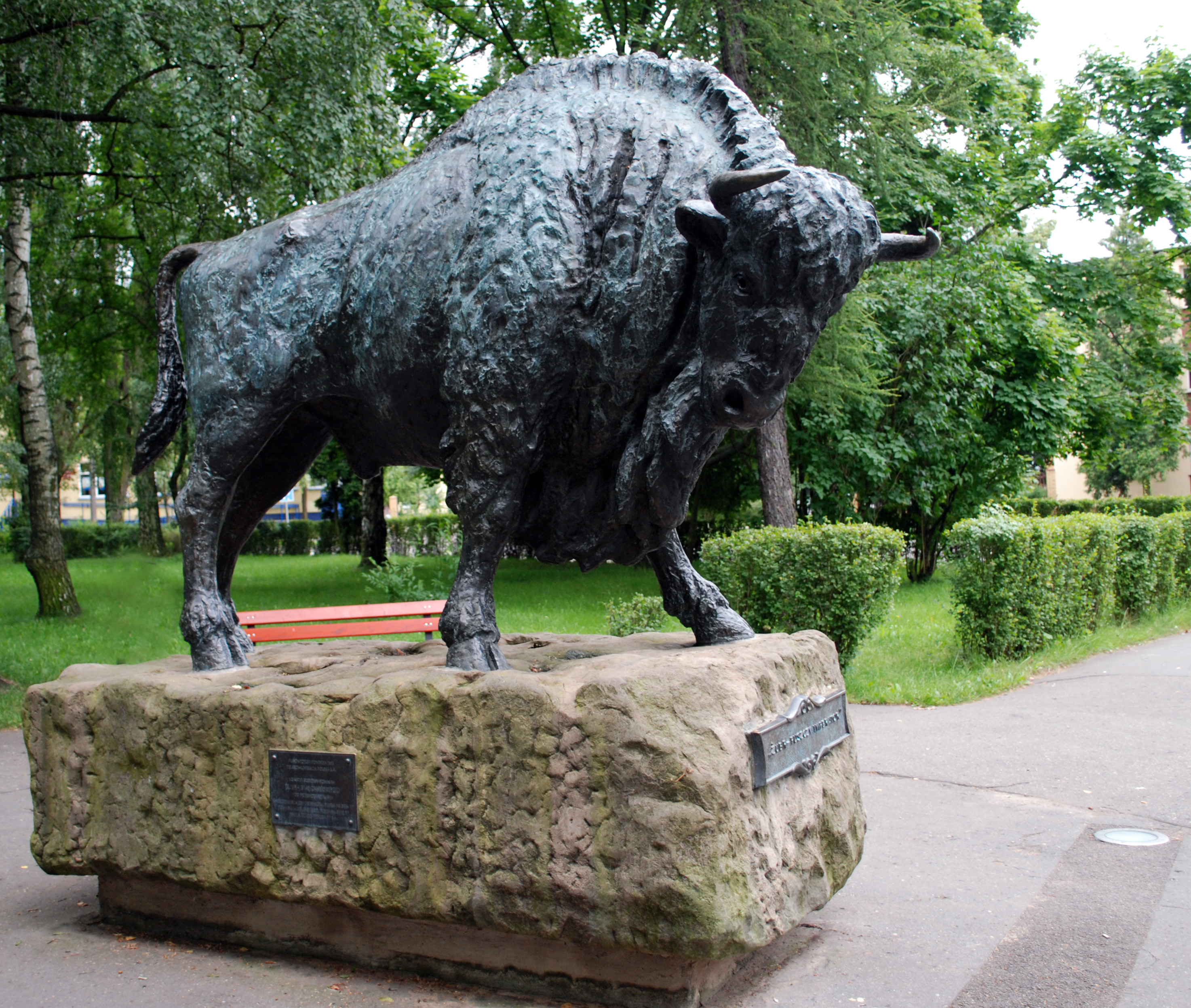
Памятник зубру

В 3 км от Хайнувки, в Беловежской пуще, находится родник Крыночка, почитаемый православными христианами и являющийся местом паломничества. Хайнувка находится в непосредственной близости от Беловежи и находящейся там Беловежской пущи. По этой причине город называют «воротами Беловежской пущи». К местным достопримечательностям также относятся:
- Беловежский национальный парк
- Шоу-заповедник зубров
- Образовательная тропа «Бизоньи ребра»
- «Место силы» — каменный круг возле Хайнувки, который много веков назад был центром поклонения первых славян.
- Кузнечно-слесарный музей.

## Транспорт
Город является транспортным центром регионального значения.

#### Автомобильный транспорт
Через город проходят автодороги регионального значения 685 — Заблудув — Хайнувка — Клещеле; 689 — Бельск-Подлясский — Хайнувка — Беловежа. По соседству находятся пограничные переходы между Польшей и Республикой Беларусь — погранпереход Беловежа (пеший, туристический), Семянувка (железнодорожный, товарный), Черемха (железнодорожный), Половцы (автомобильный, исключительно для жителей Польши и Республики Беларусь, в 2014 году планируется завершение реконструкции погранперехода с возможностью пропуска автомобилей без ограничений, зависящих от страны регистрации).

#### Городской транспорт
В городе функционирует 3 автобусных маршрута.

#### Железнодорожный транспорт

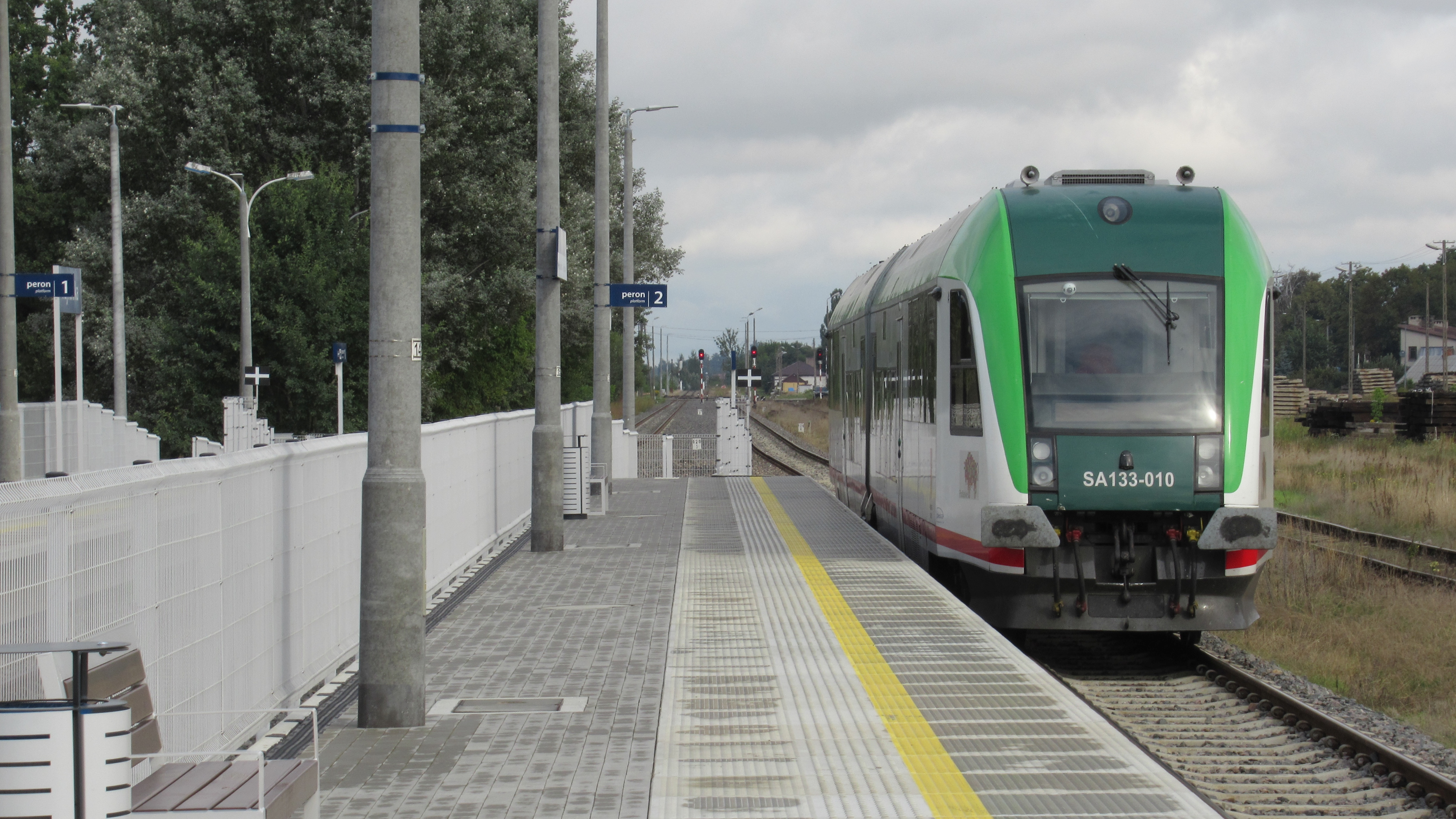
Автомотриса на железнодорожной станции

В городе действует железнодорожный вокзал. Через город проходят железнодорожные пути:
Седльце — Семянувка — граница государства
Левки — Хайнувка — Незнаны Бор — Беловежа товарная.
Город имеет прямое железнодорожное сообщение с Черемхой (автомотриса), Седльцами и Варшавой.

#### Воздушный транспорт
В 2012 году при госпитале на ул. Липовая открыта взлётно-посадочная полоса для экстренных медицинских целей.